# Desaparición de Ben Needham
La desaparición de Ben Needham (nacido 29 de octubre de 1989 en Sheffield, Inglaterra) ocurrió el 24 de julio de 1991 en la isla griega de Kos. Al tiempo de su desaparición, tenía 21 meses de edad. Después de que las investigaciones iniciales no consiguieran localizarlo, se cree que Ben fue secuestrado. A pesar de que ha habido muchos avistamientos a través de los años, su paradero es desconocido.
En octubre de 2012, la policía de South Yorkshire comenzó una investigación sobre la teoría que sugería que Ben había sido asesinado accidentalmente y enterrado debajo de unos escombros por el conductor de una excavadora que había estado trabajando en una propiedad cerca de la casa donde el niño fue visto por última vez. Hubo excavaciones extensivas en la zona por parte de la policía británica y griega. Un objeto de gran interés para los investigadores, un coche de juguete con el que se dice Ben había estado jugando en el momento de su desaparición, hizo que la búsqueda se centrara en encontrar dicho juguete ya que podría albergar la "llave para descubrir que fue del niño." La búsqueda no consiguió detectar restos humanos u objetos que pudieran estar relacionados con Ben.
En septiembre de 2016, la policía volvió a Kos para continuar las excavaciones. A pesar de que ningún resto fue encontrado, un coche de juguete amarillo, el cual se creyó que era el de Ben, fue encontrado. El detective Jon Cousins, jefe de la investigación, declaró: "Es mi creencia profesional que Ben Needham murió como resultado de un accidente cerca de la casa en Iraklis donde se le había visto por última vez. El descubrimiento de este objeto, y su localización, añade a mi creencia que material fue substraído de la casa el mismo día o los posteriores días a la desaparición de Ben."

## Desaparición
Ben Needham se encontraba viviendo con su familia en la isla griega de Kos, donde sus abuelos maternos poseían una casa en Iraklis, cerca de la ciudad de Kos. Desapareció el 24 de julio de 1991.
El día de su desaparición Ben había sido dejado bajo el cuidado de sus abuelos mientras su madre trabajaba en un hotel de la localidad. Ben había estado entrando y saliendo de la casa que la familia había estado renovando cuando, aproximadamente a las 14:30, los adultos se dieron cuenta de que el niño no estaba.
La familia comenzó a rastrear la zona alrededor de la casa, asumiendo que el niño se había alejado y se encontraba deambulando por alguna parte, o que el tío adolescente de Ben, Stephen, lo había llevado a dar un paseo en su ciclomotor. Cuando no se encontró rastro alguno del niño, se avisó a la policía. Comenzaron a investigar a los Needham, viéndolos como sospechosos, lo que retrasó notificaciones de aeropuertos y puertos. Tras 11 días, búsquedas en el área fueron llevadas a cabo por la policía helena junto con la armada y los bomberos. Nikolaos Dakouras, el jefe de policía de la isla, declaró: "Creemos haber rastreado cada parte de esa área, y no hay rastro del niño. Nos deja con un gran misterio. No tenemos teorías. No hay soluciones." Después de una petición por parte del primer ministro británico John Major, la búsqueda fue retomada en enero de 1993.

## Supuestos avistamientos
Ha habido más de 300 avistamientos de niños que coincidían con la descripción de Ben, tanto en la península griega como en las islas. Muchos avistamientos ocurrieron poco después de la desaparición de Ben entre 1991 y 1992. En diciembre de 1995, Stratos Bakirtzis, un investigador privado, encontró a un niño rubio, de unos seis años de edad, viviendo con una familia romaní en un campamento localizado Salonika, Grecia. Bakirtzis le contó al canal de TV griego ANT1 que el niño había dicho que "lo habían entregado a los gitanos porque sus padres no lo querían." La policía de Veria custodió al niño por un tiempo hasta que se demostró que no era Ben Needham. Ioannis Panousis, el jefe de policía de Veria, comentó que el certificado de nacimiento del niño era auténtico y que el padre biológico de este estaba en la cárcel y que por lo tanto lo había dejado a cargo de una pareja gitana.
En noviembre de 1998, John Cookson vio a un niño rubio de unos diez años en Rodas. Cookson dijo que el niño era conocido como 'el rubio' por sus amigos y era el único niño rubio del grupo de niños griegos de pelo oscuro. Al sospechar de esto, tomó fotos de los niños y usó el pretexto de tocar al niño en la cabeza para quitarle un mechón que sirviera para un análisis de DNA. Sin embargo, el análisis de ADN provó que no se trataba de Ben, y la familia del niño griego le mostró a la policía fotos del niño para probar que era hijo suyo.
En octubre de 2003, Ian Crosby hizo una visita a la isla de Kos con el tío de Ben, Danny, seguida de múltiples visitas para contactar con la policía griega. Crosby también investigó una fotografía que le fue enviada por un turista en Turquía en 1999, en la cual se podía ver a un grupo de niños turcos, incluyendo a un niño rubio que se parecía a la foto creada por ordenador de como se vería Ben con 13 años.
La familia Needham creía que Ben había sido secuestrado para ser puesto en venta para adopción, o que había sido llevado con propósitos de tráfico de personas. Carol Sarler, de The Times dijo en 2007: "Le he preguntado incesamente a la policía y a los medios británicos y griegos, por un solo ejemplo que respalde este rumor. No lo hay. Cuando niños europeos desaparecen ... nos hacemos eco de ello inmediatamente; si no nos llega noticia, es que no está pasando. Aquellos que hemos investigado la desaparición de Ben hemos llegado a la conclusión de que no fue [secuestrado]; un niño de menos de 2 años, vagando sin supervisión en una colina remota e inhóspita que no ha sido investigada apropiadamente, lo hace presa de un trágico accidente."

### Imágenes de progresión de edad
En septiembre de 1992, la policía de South Yorkshire usó un programa de identificación facial para producir una imagen de como sería el aspecto de Ben a la edad de 3 años. La imagen fue reproducida en aeropuestos de toda Grecia. Fue la primera vez que se ponía en práctica este método. Una imagen así fue recreada y distribuida de la misma manera en 2000, junio de 2003, octubre de 2007 y septiembre de 2016.

## Excavaciones de la policía forense

### Octubre de 2012
En octubre de 2012, la policía británica viajó a Grecia para buscar en el área en el que se sospechaba que encontraban los restos de Ben. El 19 de octubre, la policía griega, ayudada de un grupo de especialistas de la policía de South Yorkshire, comenzaron una operación de búsqueda en el terreno donde se encontraba la casa de la que Ben desaparició.
La operación, que incluía un equipo de examen geofísica, arqueología forense y perros policía, fue impulsada por el rumor de que Ben había sido enterrado accidentalmente por el conductor de una excavadora que estaba trabajando en un edificio cercano. La operación no dio resultado.

### Septiembre de 2016
En septiembre de 2016, la policía informó a Kerry Needham que habían recibido información acerca de un hombre de Kos que había dicho que Konstantinos Barkas, un operador de excavadoras, ahora fallecido, le había dicho que Ben había muerto en un accidente, y que Barkas había escondido el cadáver entre los restos de un edificio. El 16 de septiembre la policía comenzó a investigar en dichos restos, en un área diferente a la investigada cuatro años antes. Las excavaciones se centraron en un árbol, el cual había sido plantado al tiempo de la desaparición de Ben. Una réplica de las sandalias que él llevaba en aquel momento fue hecha, para ver si coincidían con algún objeto encontrado.
La excavación acabó el 16 de octubre. Más de 800 toneladas de tierra habían sido levantadas. DI Cousins dijo que un objeto encontrado "similar a un objeto de 1991" había sido identificado por la familia Needham como uno de los objetos con los que Ben había estado jugando al tiempo de su desaparición. Cousins dijo: "Mi equipo y yo sabemos que maquinaria, incluyendo una gran excavadora, fue usada para limpiar el área el 24 de julio de 1991, detrás de la granja que estaba siendo renovada por los Needham."

### Nuevos hallazgos en 2017
En julio de 2017, la policía de South Yorkshire anunció que restos de sangre fueron encontrados en un fragmento de sandalia, como también en tierra de dentro de un coche de juguete, ambos objetos se cree que pertenecían a Ben. La jefa del grupo forense británico, la profesora Lorna Dawson, declaró que su equipo había encontrado "un perfil indicativo de sangre en descomposición" en el fragmento de sandalia y que el siguiente paso era extraer dicha sangre para ver a quien pertenecía.